# Les Tontons farceurs
Cet article possède des paronymes, voir Les Tontons flingueurs et Les Tontons tringleurs.
Pour plus de détails, voir Fiche technique et Distribution.
Les Tontons farceurs (The Family Jewels) est un film américain de Jerry Lewis, sorti en 1965.

## Synopsis
Devenue orpheline, Donna, une petite fille riche et héritière, doit choisir parmi ses oncles celui qui deviendra son tuteur. Il importe de préciser que Donna va disposer d'un important héritage qui peut exercer une certaine attirance sur ses oncles. Accompagné de son chauffeur Willard Woodward, elle visitera chacun de ses oncles mais parfois les gens les plus proches peuvent être ceux sur qui on peut compter.

## Fiche technique
- Titre français : Les Tontons farceurs
- Titre original : The Family Jewels
- Réalisation : Jerry Lewis
- Scénario : Jerry Lewis, Bill Richmond
- Image : W. Wallace Kelley
- Montage : John Woodcock
- Musique : Pete King
- Producteur : Jerry Lewis
- Sociétés de production : Paramount Pictures, Jerry Lewis Productions
- Distribution : Paramount Pictures
- Langue : anglais
- Pays d'origine : États-Unis
- Genre : Comédie
- Durée : 99 minutes
- Date de sortie :
  - États-Unis : 1er juillet 1965
  - France : 24 novembre 1965

## Distribution
- Jerry Lewis (VF : Michel Roux) : Willard Woodward / James / Everet / Eddie / Julius / Skylock / Bugsy
- Donna Butterworth (VF : Séverine Morisot) : Donna Peyton
- Sebastian Cabot (VF : Émile Duard) : Dr. Matson
- Neil Hamilton (VF : Maurice Dorléac) : L'avocat
- Jay Adler (VF : Jean Berton) : M. Lyman, le notaire
- John Hubbard (VF : Jacques Torrens) : le pilote à droite de Diana
- Norman Leavitt (VF : Serge Lhorca) : Charles, le caissier
- Michael Ross : Second garde
- Robert Strauss : Propriétaire de salle de billard

## DVD (France)
Le film a fait l'objet d'une édition sur le support DVD en France :
- Les Tontons farceurs (DVD-9 Keep Case) sorti le 27 septembre 2007 édité par Paramount Pictures et distribué par Paramount Entertainment France. Le ratio écran est en 1.78:1 panoramique 16:9. L'audio est en Anglais, Français, Allemand, Espagnol et Italien 2.0 mono Dolby digital avec présence de sous-titres anglais, français, allemands, danois, italiens, suédois, norvégiens, espagnols, finnois et hollandais. En suppléments les commentaires audio de Steve Lawrence et Jerry Lewis ainsi que des archives sur la production (Casting et bêtisier) ; la bande annonce d'époque. Il s'agit d'une édition Zone 2 Pal[1].

### Revue de presse
- Alain Taleu, « Les Tontons farceurs », Téléciné no 127, Paris, Fédération des Loisirs et Culture Cinématographique (FLECC), janvier-février 1966, p. 46,  (ISSN 0049-3287)